# Otitesella royi
Otitesella royi är en stekelart som beskrevs av Wiebes 1971. Otitesella royi ingår i släktet Otitesella och familjen fikonsteklar.
Artens utbredningsområde är Sierra Leone. Inga underarter finns listade i Catalogue of Life.